# 布朗族
布朗族为中国西南少数民族，总人口91,891人（2000年人口普查）。布朗族人口主要集中于云南，该省布朗族占布朗人口的98.4％。根据2000年人口普查，除吉林、宁夏外，其他省份均有布朗族分布，以杂居为主。
布朗族是由布朗人、乌人、本人、腊佤人、克木人、克篾人（曼咪人）、佧米人、昆格人、莽人、布芒人（曼丈傣）等几个讲南亚语言的小部族构成的。 他们有自己的语言而没有文字。其语言属南亚语系孟高棉语族佤德昂语支。部分人通汉语文、傣语和佤语，有部分会使用傣文。分布朗、乌两大方言和其他小方言。

## 族源
唐代被称之为“扑子蛮”，元明清称之为“蒲蛮”或“蒲莽”，民国时期称之为“蒲满”、“黑蒲”，当地汉人及其它一些民族（如彝族等）也曾称之为“蒲满”，一般被认为有一定歧视意味，民国时佛海县（今勐海县）的布朗族聚居区即曾被称作“蒲满山”。另外还有汉语称谓“本人”，意思是“本地人”，一些地方的布朗族也自称“本族”或“乌”（即“人”的意思）、“阿乌”、“阿娃”、“阿袜”、“阿尔袜”、“阿家”等。五十年代，尊重其民族多数人意愿，称之为“布朗族”。

## 布朗族人口分布
布朗族世居地为临沧的双江与云县、西双版纳州勐海县、保山施甸县，此外在临沧的永德与耿马县、普洱的澜沧与墨江等县均有分布。

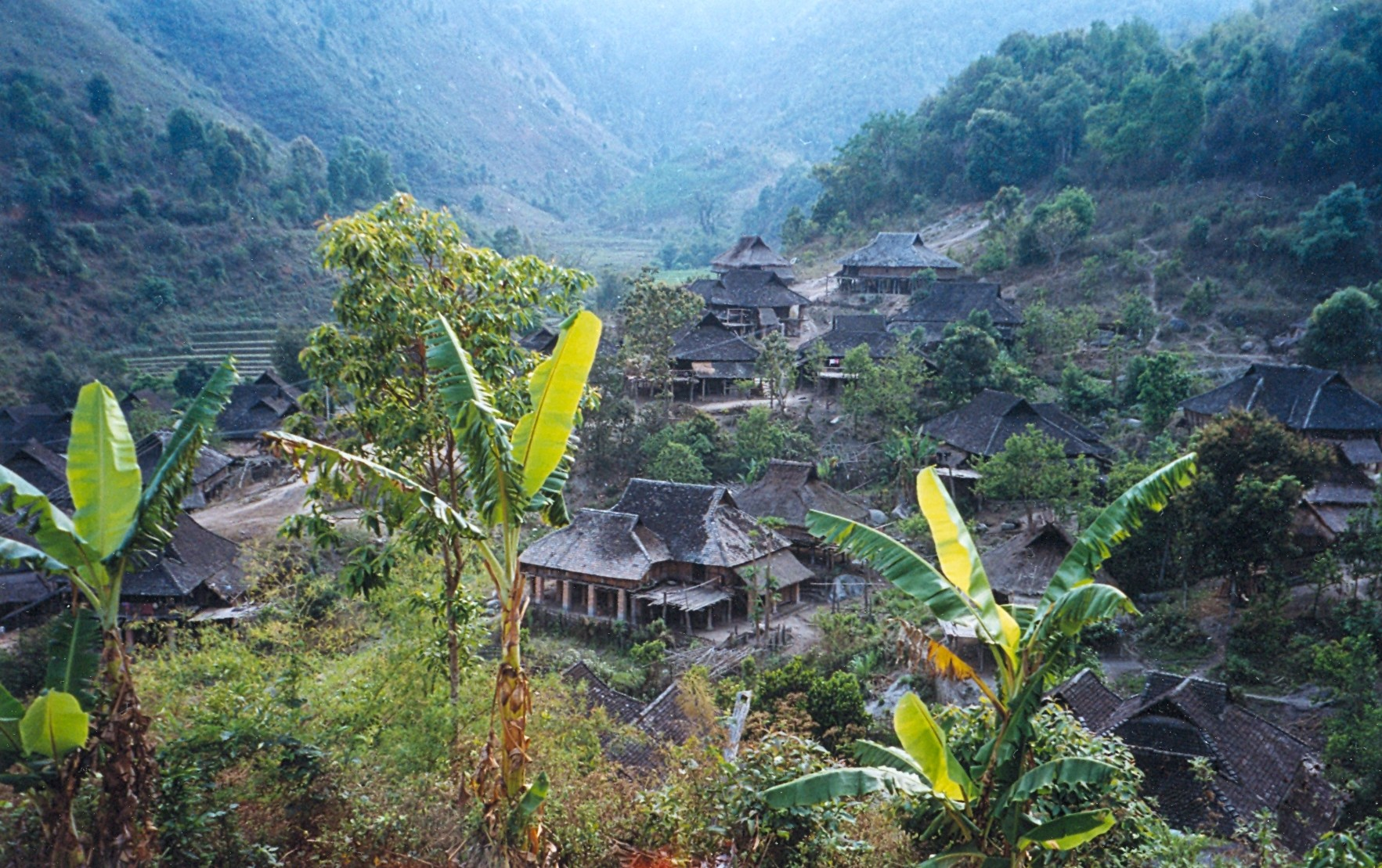
布朗族村落，西双版纳曼坡村

### 聚居地
布朗族是云南省的世居民族。以县而论，居住在勐海县为最多，达30605人（2000年人口普查），其次为双江拉祜族佤族布朗族傣族自治县（12696人）、永德县（7543人）、澜沧拉祜族自治县（6619人）、云县（6484人）、施甸县（5983人）、景洪市（5635人）。
在民族区域自治方面，布朗族和其他民族联合设立民族县一个，即双江拉祜族佤族布朗族傣族自治县。单独设立民族乡1个，即西双版纳傣族自治州勐海县的布朗山布朗族乡，该乡布朗族人口超过1万，约占本地人口的2/3，布朗山布朗族乡也是全国布朗族最大的聚居地。另外，布朗族和其他少数民族联合建民族乡6个。
- - 摆榔彝族布朗族乡（云南省保山市施甸县）
  - 木老元布朗族彝族乡（云南省保山市施甸县）
  - 茂兰彝族布朗族乡（云南省临沧市云县）
  - 忙怀彝族布朗族乡（云南省临沧市云县）
  - 巴达布朗族哈尼族乡（2004年与西定哈尼族乡合并为西定哈尼族布朗族乡（云南省西双版纳傣族自治州勐海县）
  - 勐满拉祜族哈尼族布朗族乡（云南省西双版纳傣族自治州勐海县）
  - 布朗山布朗族乡（云南省西双版纳傣族自治州勐海县）

### 各地布朗族人口分布
| 地区       | 总人口        | 布朗族 | 占布朗族 人口比例（%） | 占地区 少数民族 人口比例（%） | 占地区 人口比例（%） |
| 合计       | 1,245,110,826 | 91,891 | 100                    | 0.0872                        | 0.0074               |
| 31省份合计 | 1,242,612,226 | 91,882 | 99.990                 | 0.0873                        | 0.0074               |
| 西南地区   | 193,085,172   | 90,833 | 98.849                 | 0.2520                        | 0.0470               |
| 华东地区   | 358,849,244   | 599    | 0.652                  | 0.0240                        | 0.0002               |
| 中南地区   | 350,658,477   | 356    | 0.387                  | 0.0012                        | 0.0001               |
| 西北地区   | 89,258,221    | 42     | 0.046                  | 0.0002                        | 0.0001               |
| 华北地区   | 145,896,933   | 38     | 0.041                  | 0.0004                        | 0.0000               |
| 东北地区   | 104,864,179   | 14     | 0.015                  | 0.0001                        | 0.0000               |
| 云南       | 42,360,089    | 90,388 | 98.364                 | 0.6384                        | 0.2134               |
| 山东       | 89,971,789    | 279    | 0.304                  | 0.0441                        | 0.0003               |
| 重庆       | 30,512,763    | 261    | 0.284                  | 0.0132                        | 0.0009               |
| 江苏       | 73,043,577    | 180    | 0.196                  | 0.0693                        | 0.0003               |
| 四川       | 82,348,296    | 138    | 0.150                  | 0.0034                        | 0.0002               |
| 湖南       | 63,274,173    | 100    | 0.109                  | 0.0016                        | 0.0002               |
| 广东       | 85,225,007    | 98     | 0.107                  | 0.0077                        | 0.0001               |
| 河南       | 91,236,854    | 77     | 0.084                  | 0.0067                        | 0.0001               |
| 浙江       | 45,930,651    | 74     | 0.081                  | 0.0187                        | 0.0002               |
| 广西       | 43,854,538    | 49     | 0.053                  | 0.0003                        | 0.0001               |
| 安徽       | 58,999,948    | 33     | 0.036                  | 0.0083                        | 0.0001               |
| 贵州       | 35,247,695    | 30     | 0.033                  | 0.0002                        | 0.0001               |
| 海南       | 7,559,035     | 23     | 0.025                  | 0.0018                        | 0.0003               |
| 青海       | 4,822,963     | 22     | 0.024                  | 0.0010                        | 0.0005               |
| 西藏       | 2,616,329     | 16     | 0.017                  | 0.0007                        | 0.0006               |
| 河北       | 66,684,419    | 15     | 0.016                  | 0.0005                        | 0.0000               |
| 江西       | 40,397,598    | 13     | 0.014                  | 0.0103                        | 0.0000               |
| 黑龙江     | 36,237,576    | 10     | 0.011                  | 0.0006                        | 0.0000               |
| 上海       | 16,407,734    | 10     | 0.011                  | 0.0096                        | 0.0001               |
| 福建       | 34,097,947    | 10     | 0.011                  | 0.0017                        | 0.0000               |
| 湖北       | 59,508,870    | 9      | 0.010                  | 0.0004                        | 0.0000               |
| 甘肃       | 25,124,282    | 9      | 0.010                  | 0.0004                        | 0.0000               |
| 新疆       | 18,459,511    | 9      | 0.010                  | 0.0001                        | 0.0001               |
| 北京       | 13,569,194    | 8      | 0.009                  | 0.0014                        | 0.0001               |
| 天津       | 9,848,731     | 8      | 0.009                  | 0.0030                        | 0.0001               |
| 山西       | 32,471,242    | 6      | 0.007                  | 0.0058                        | 0.0000               |
| 辽宁       | 41,824,412    | 4      | 0.004                  | 0.0001                        | 0.0000               |
| 陕西       | 35,365,072    | 2      | 0.002                  | 0.0011                        | 0.0000               |
| 内蒙       | 23,323,347    | 1      | 0.001                  | 0.0000                        | 0.0000               |
| 吉林       | 26,802,191    |        |                        |                               |                      |
| 宁夏       | 5,486,393     |        |                        |                               |                      |
| 现役军人   | 2,498,600     | 9      | 0.010                  | 0.0081                        | 0.0004               |

## 宗教信仰
西双版纳的布朗族人都信仰上座部佛教，各地的布朗族人都崇拜祖先，信仰万物有灵。

## 语言文化
布朗族人使用布朗语，分为布郎与阿瓦两个方言，没有本民族文字。
布朗族自称布朗、邦、乌、阿瓦、翁拱。史籍中称布朗族为“朴子蛮”（唐）、“蒲人”（元）、“濮满”、“苞满”（明、清）。
布朗族人的名字十分独特。传统上布朗族人没有姓只有名，凡男子都在名字前加一“岩”字，女子都在名字前加一“伊”字。布朗山的布朗族人还保留着母系氏族社会的遗迹，实行母子连名制，即小孩出生3天拴线命名，将母亲的名子连在孩子的名子之后。

## 地理
布朗族居住的地区气候温和、土质肥沃、雨量充沛。每年11月至次年4月为旱季，少雨而多雾，适宜于种植茶，闻名世界的普洱茶就是出自布朗族人生活的地方。在巴达山的原始森林中，生长着一棵高达34米、树龄有1700多年的“茶树王”，这棵树被看作是中国作为世界茶叶故乡的活见证。
除了茶山茶林之外，在布朗山一带的丛山峻岭间，还有着参天的原始森林。这里生长着松、柏、红椿、麻栎、樱桃等优质木材和油桐、香樟、核桃等经济林木以及野三七、罗芙木等各种药用植物，栖息着许多野生动物。

## 建筑
布朗族人居住的干栏竹楼与傣族大致相同，为竹木结构。多是两层，上层住人，楼下关牲畜堆放杂物。地板由龙竹剖开压成的宽竹板铺垫而成，卧室与待客之处铺以篾席。楼上客厅有一方形大火塘，屋内所有家具几乎全是竹材做成的。一般竹楼可住20年，每隔两年就要用茅草翻盖屋顶。 

## 服饰

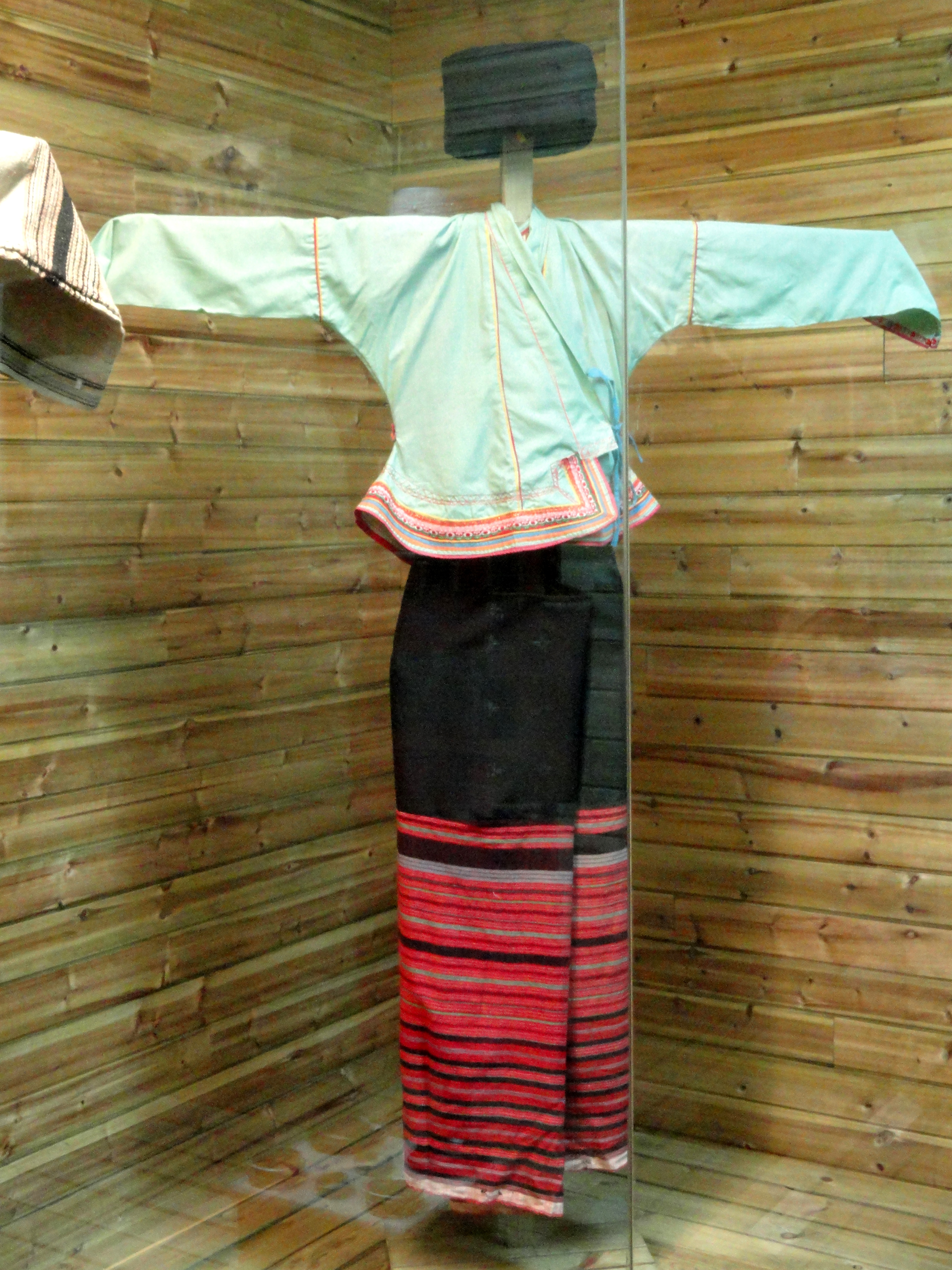
布朗族女装，云南民族博物馆藏

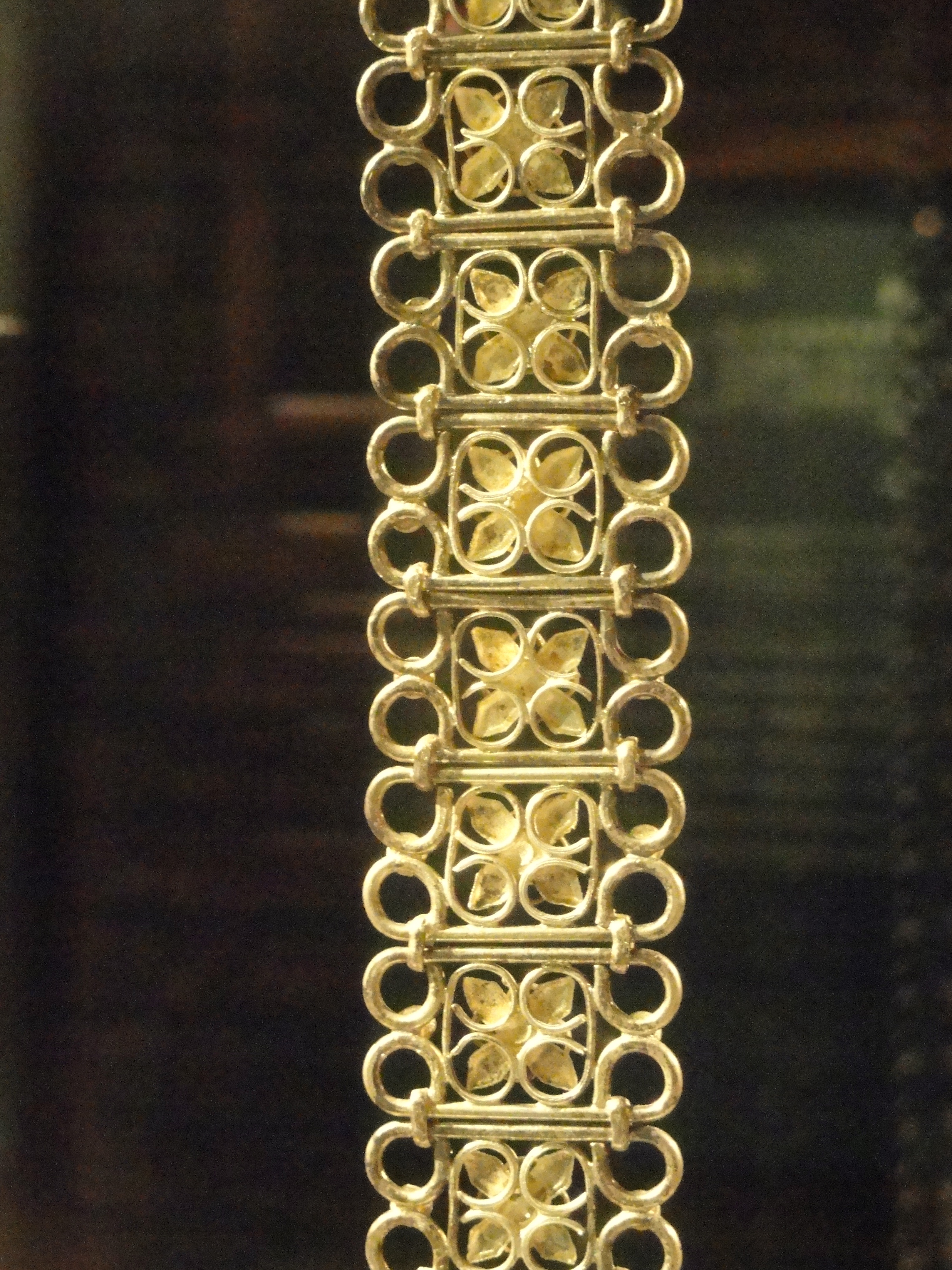
布朗族银腰带，云南民族博物馆藏

布朗族人的服装多是自制的土布做成的，以蓝、黑二色为主。妇女上身穿紧身无领短衣，下穿黑色或带有红、绿花纹的筒裙，小腿上带有护腿，头挽发髻，缠大包头。妇女戴银质的耳环，耳环坠于两肩，上面饰有红、黄色的花，青年女子的耳环上还坠有鲜艳夺目的穗子。布朗族男子着对襟无领短衣和黑色肥大长裤，用黑布或白布包头，还有佩带手镯的习惯。过去男子曾有纹身的习俗，老年人有将发辫盘于头顶的习惯，至今还盛行染齿的习俗。

## 饮食习惯

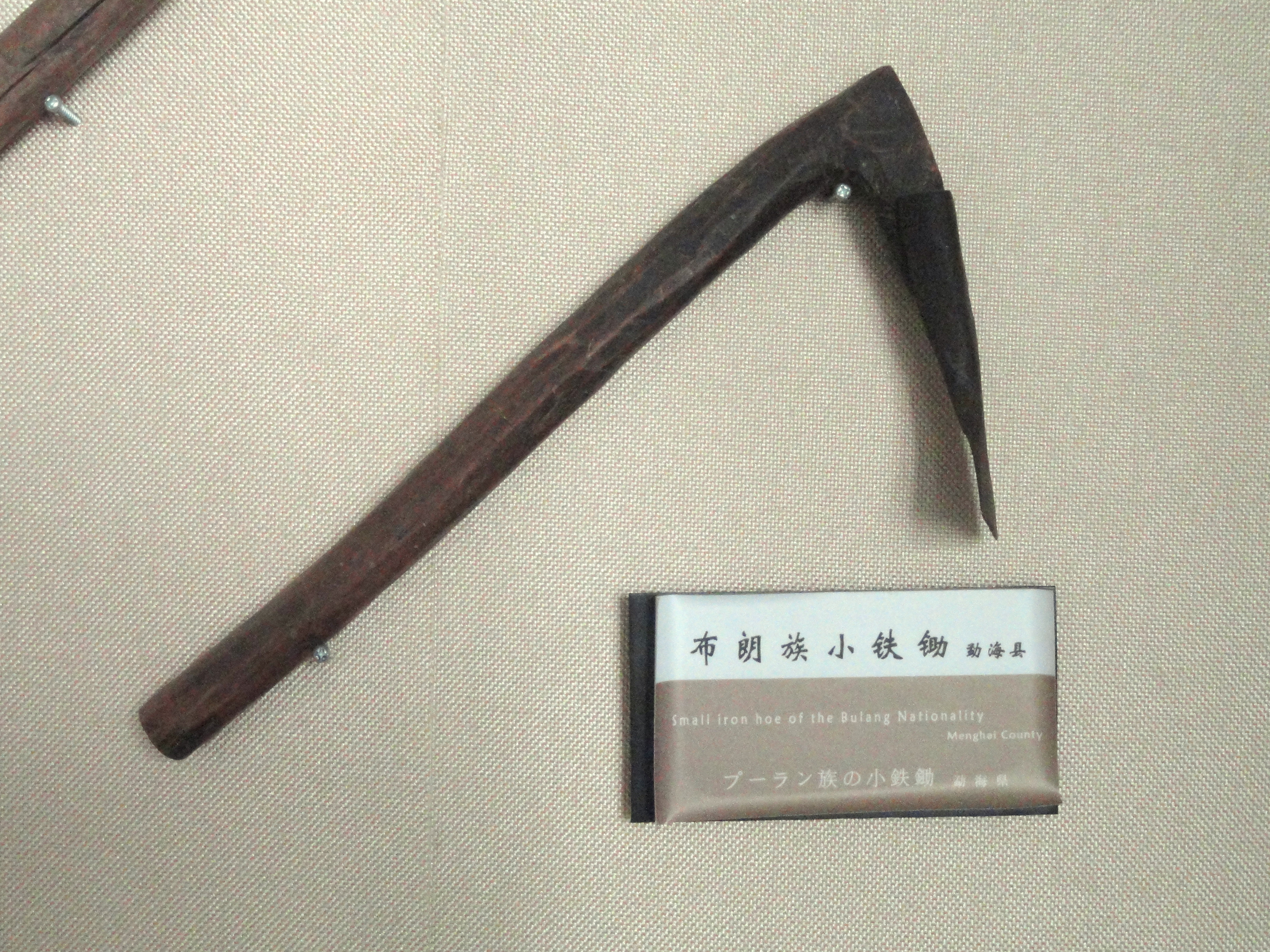
布朗族小铁锄，云南民族博物馆藏

布朗族人以大米为主食，辅以玉米、小麦、黄豆等杂粮，除食用常见牲畜的肉类外，也常捕食野味和昆虫。菜肴的以清煮、凉拌居多，野味、鱼、虾、虫等食物一般用舂、炸、蒸等方法烹制。布朗族人喜食酸辣食物，常腌制酸味食品，如酸笋、酸肉、酸鱼等。
布朗族人喜爱饮酒，多是自家酿制，其中以翡翠酒最为著名。这种酒在出酒时用一种叫“悬钩子” 的植物的叶子过滤后呈绿色。
布朗族人善于种茶、制茶，茶叶是他们饮食中很重要的一部分，竹筒茶、烤茶、酸茶都是他们的特色茶品。
居住在西双版纳布朗山的布朗族孕妇女嗜食当地红土，据说此红土有止吐、除腥、提神之效。
布朗族的男女老少都有抽烟的习惯，还喜食槟榔。

## 婚姻习俗
布朗族实行一夫一妻制，盛行从妻居。布朗族青年用鲜花表示自己的爱情。布朗青年如果爱上一位姑娘，就送她鲜花，姑娘若有意就把鲜花插在头巾上。如收到几个人送的花，就要把鲜花藏到筒帕里，等选中如意郎君后，再当着他的面把鲜花戴上。结婚成亲的那天新房要用五彩缤纷的鲜花来装点，把新房装扮成了一个漂亮的花房。
布朗族人结婚一般都要举行两次婚礼。第一次是新郎到新娘家同居那天，由新娘家举办酒席。婚宴前，要将猪肉切成小块，用竹篾串起烘烤，每户分送一串，表示“骨肉布亲”；同时还要将猪肝剁碎与糯米一起煮成猪肝饭，请寨子里孩子，寓意婚后及早生子。第二次婚礼在生儿育女后举行，由新郎家置办酒席，规模一般比第一次要大，酒席上的菜肴要成双，以表对新郎、新娘的祝福。

## 生育习俗
布朗族大多数妇女在怀孕期间有很多禁忌。布朗族多采用旧法接生，产妇一般在自己的睡房边跪生或蹲生。孩子出生后的脐带不能丢失，布朗族认为脐带丢了，魂也丢了。胞衣要洗净后由产妇的丈夫埋在门坎内，生男孩埋在门坎左边，生女孩埋在门坎右边，6、7天后还要用开水烫埋胞衣处。
布朗族很注重产妇的滋养。分娩结束后产妇要吃两个甜白酒煮鸡蛋，要连喝七天用7粒胡椒捣碎掺成的酒。产妇3天后冲洗下身，半月后用草药洗澡，洗澡的草药有臭灵丹、金竹叶、冰片叶、刺桐树、黑蒿枝、臭牡丹等几十种植物，还要放一把分娩当天杀鸡留的鸡毛，据说加上鸡毛加强草药的效力。

## 丧葬习俗
布朗族普遍实行土葬，僧侣实行火葬。村寨有公共墓地，按老人葬上，小辈葬下，男葬左，女葬右次序安埋。土葬多用竹棺，也有用木棺的。

## 舞蹈

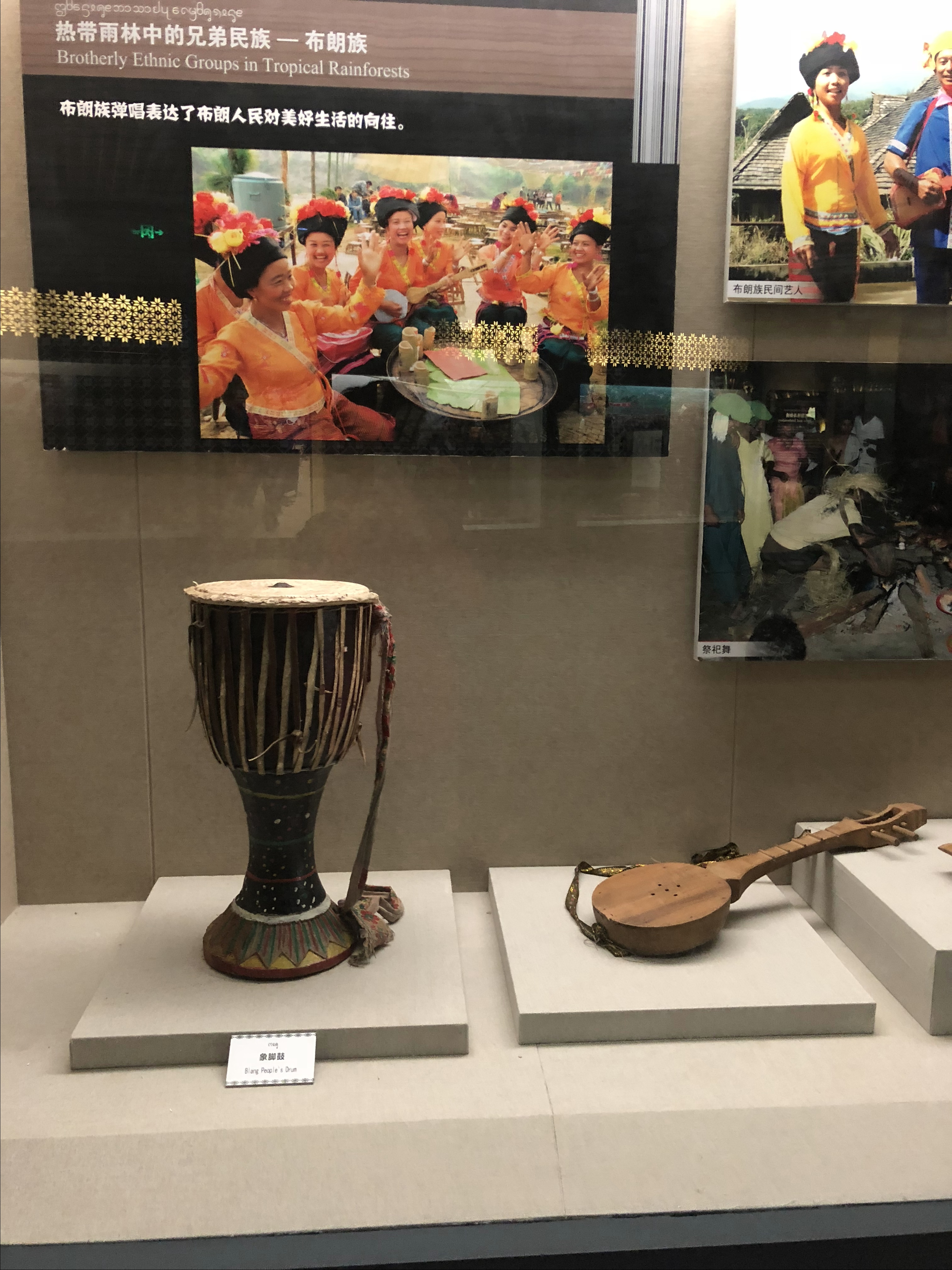
布朗族乐器

圆圈舞、刀棍舞等都是布朗族喜爱的舞蹈。按布朗族人的说法，不会唱歌的小伙子不会赢得姑娘喜欢的。 

## 节日
布朗族的传统节日大都与宗教活动有关。其中最具特色的节祭日有：年节、祭寨神、洗牛脚等。
- 年节：农历清明后十日左右。过节期间家家都要杀年猪，全寨要宰牛，妇女们做糯米粑粑；年节的当天，晚辈都必须向家族长拜年，并准备两份用芭蕉叶包好的糯米粑粑，还要在每份上面放一对蜡烛、两朵鲜花，一份糯米粑粑供奉给祖宗，另一份献给家族长；有的布朗族在年节时，要到佛寺前的菩提树下堆沙种花，供奉佛爷献米花、糯米糕、芭蕉等食品。
- 厚南节：农历三月清明节后7日，即阳历4月13日-15日举行。主要活动是相互泼水，其仪式完全按照布朗族古朴的传统方式--迎接太阳的习俗举行，布朗族称之为迎接太阳的节日。
- 祭寨神：农历一月或六月择日举行，节期三天。是以树寨为单位的祭祀活动，祭祀目的是祈求寨神保佑全寨风调雨顺，人畜平安，祭神时，要先杀一只鸡，然后到村寨的四周和寨子中心滴水祭祀，祭祀完毕大家一起欢宴，最后全寨的青年人都去挖竹鼠，并以竹鼠肉敬神，祈祷丰收。
- 桑衎节：在清明节后十天、泼水节前五天左右举行，是布朗族最隆重的节日。在节日期间举行许多佛事活动。除了举行迎接太阳仪式外，还到佛寺举行堆沙、浴佛、泼水等活动。此外，还举行歌舞比赛和踢藤球等娱乐活动。
- 洗牛脚：农历五月，施甸的布朗族特有的节日。节时老人和头人戴斗笠、披蓑衣，手执杨柳桃枝扎成的扫把，牵着牛羊，把支支红纸小幡插在各家门前表示祝福。被祝福的户主应把洁净的水泼在老人和头人的身上，示意洗去牛羊脚迹，最后把牛羊牵到寨子外宰杀煮熟共餐。

此外还有祭灶神、祭山神、赕箩箩节、冈永节、祭龙潭、跳会、景比迈、过赛、宋坎、罢完尼节、关门节、祭龙树、开门节、赕耶、赶听、滥地节、祭苦拉、火把节、新米节、祭祖先等节日。

## 禁忌
布朗族忌讳走路的时候擦身而过，不能从别人的腿上跨过，不能跨火塘。进入佛寺要脱鞋，不能摸佛爷、和尚的头。孕妇忌参加赕佛或参拜佛爷，忌参加婚礼、丧葬仪式以及各种节庆祭典等。思茅地区的布朗族人怀孕期间不能填坑，不补漏洞，房前屋后原有的木桩不可拔掉，不能让旁人踩到脚，不能跨越房屋建材，不拿野兽肉进家，不拿绿色树叶进家。